# Bladhakor
Bladhakor (Mormoopidae) är en familj i ordningen fladdermöss med åtta arter fördelade på två släkten som lever i Amerika.

## Kännetecken
Arternas läppar är förstorade och underläppen vrängd. Ytterligare bladliknande utskott av hud finns vid hakan. Näshålorna är inneslutna i överläppen. Kring den trattformiga munnen finns många styva hår.
Hos några arter är vingarna inte fästa vid sidan som hos de flesta fladdermöss utan vid ryggraden. Svansen är jämförelsevis lång och spetsen är synlig utanför flyghuden. Bladhakor har en kort päls och färgen varierar mellan arterna. De kan antingen vara orange, ljus- till mörkbruna eller gråaktiga. Vuxna exemplar når en kroppslängd mellan 40 och 80 millimeter och därtill kommer en 15 till 30 millimeter lång svans. Vikten ligger mellan 8 och 20 gram.

## Utbredning och levnadssätt
Dessa fladdermöss förekommer i tropiska regioner från södra USA (Arizona och Texas) till mellersta Brasilien (Mato Grosso) samt även på öar i Västindien. Deras habitat är inte bara tropiska regnskogar utan även torra områden. Som de flesta fladdermöss är de aktiva på natten. På dagen vilar de i grottor, nedlagda gruvor, tunnlar, och, ibland, i byggnader. Där föredrar bladhakor mörka delar som ofta ligger längre bort från ingången. När de sover bildas grupper med ofta mer än hundratusen individer, men de håller minst 15 centimeter avstånd till sina artfränder.
När bladhakor letar efter föda är de ute mellan fem och sju timmar, och börjar således senare än andra fladdermöss. Arterna av släktet Mormoops är mest aktiva mellan klockan 23 och midnatt. Alla arter livnär sig uteslutande av insekter. De föredrar fjärilar och skalbaggar som de hittar genom ekolokalisering.
Honan föder vanligen bara ett ungdjur per år och parning. Parningens och födelsens tidpunkt beror på de klimatiska förhållandena. I södra USA föds flest ungdjur mellan maj och juni.

## Systematik

### Yttre systematik
Tidigare räknades bladhakor som underfamilj till familjen bladnäsor (Phyllostomatidae). På grund av skillnader i konstruktionen av de främre extremiteterna och av ansiktet betraktas de numera av de flesta zoologer som en självständig familj. Enligt fylogenetiska kriterier är bladhakor bladnäsors systergrupp. Det finns bara ett fåtal fossil för familjen som inte är äldre än pleistocen.

### Släkten och arter
- Släktet Pteronotus består av 6 arter som förekommer från södra Mexiko till Brasilien. Hos två arter är flyghuden fäst vid ryggraden och de räknas därför till undersläktet Pteronotus. Alla andra arter räknas till undersläktet Chilonycteris.
- Två arter räknas till släktet Mormoops. De lever mellan södra USA och norra Peru. De kännetecknas av runda öron och små ögon.